# Condado de Trastámara
El condado de Trastámara es un título nobiliario español concedido el día 4 de febrero de 1445 en San Martín de Valdeiglesias por el rey, Juan II de Castilla, y como título hereditario, a Pedro Álvarez Osorio. El actual titular es Jaime Castellano de la Chica.

## Antecedentes
El título de conde de Trastámara es considerado por genealogistas e historiadores como el título nobiliario más antiguo de España, pues aparece ya en el siglo XI como un dominio feudal en el norte de Galicia (Tras-Tamara = más allá del Tambre, o al norte del Tambre), vasallo del rey de León (o del rey de Galicia, según las épocas) y asociado originalmente al linaje de los Traba. Se trataba de uno de los feudos más importantes del reino, y de los que proporcionaban mayores rentas. Los miembros de este linaje no ostentaron el título de conde de Trastámara, más bien eran condes que ejercían la tenencia de estas tierras. Durante un tiempo, los reyes usaron este título (y las grandes rentas asociadas) para premiar la fidelidad de algunos nobles, a los que nombraban como conde de Trastámara a título vitalicio, pero sin que fuese hereditario, de tal forma que el título revertía en la corona tras el fallecimiento de cada conde en turno. Es, por ejemplo, el caso de Álvar Núñez Osorio, mayordomo mayor de Alfonso XI a quien el rey concedió el título a finales de 1327.
Hacia 1340 el rey de Castilla Alfonso XI otorgaría finalmente el título de conde de Trastámara a su hijo bastardo Enrique. Este Enrique Trastámara sería el fundador de la llamada Casa de Trastámara adoptando para la real Casa el nombre de su título y creando entonces un linaje, al ser heredable el título, cuyos miembros finalmente llegarían a ser reyes de Castilla, Aragón, Navarra, Sicilia y Nápoles. 
Durante la primera guerra civil castellana, el rey Pedro nombró conde de Trastámara a Fernán Ruiz de Castro (su apoyo más importante en Galicia), desposeyendo temporalmente a su hermanastro Enrique de este título.
Tras la batalla de Montiel, el ya rey Enrique nombra conde de Trastámara a su sobrino Pedro Enríquez de Castilla. El título permanece en el Linaje Enríquez hasta que este se extingue, en 1430. Debe tenerse en cuenta que, precisamente debido al ascenso de la Casa de Trastámara a la corona de Castilla, se produjeron importantes cambios en la organización feudal de Galicia que redujeron notablemente las rentas del condado de Trastámara. Por fin, el 4 de febrero de 1445, por privilegio otorgado en San Martín de Valdeiglesias, el rey Juan II de Castilla nombra conde de Trastámara a título hereditario a Pedro Álvarez Osorio, padre del primer marqués de Astorga, en cuyo linaje permanece el título a día de hoy a través de dicha casa, que poco después se unió a la casa de Altamira y por tanto al apellido Osorio de Moscoso.

## Casa de Traba

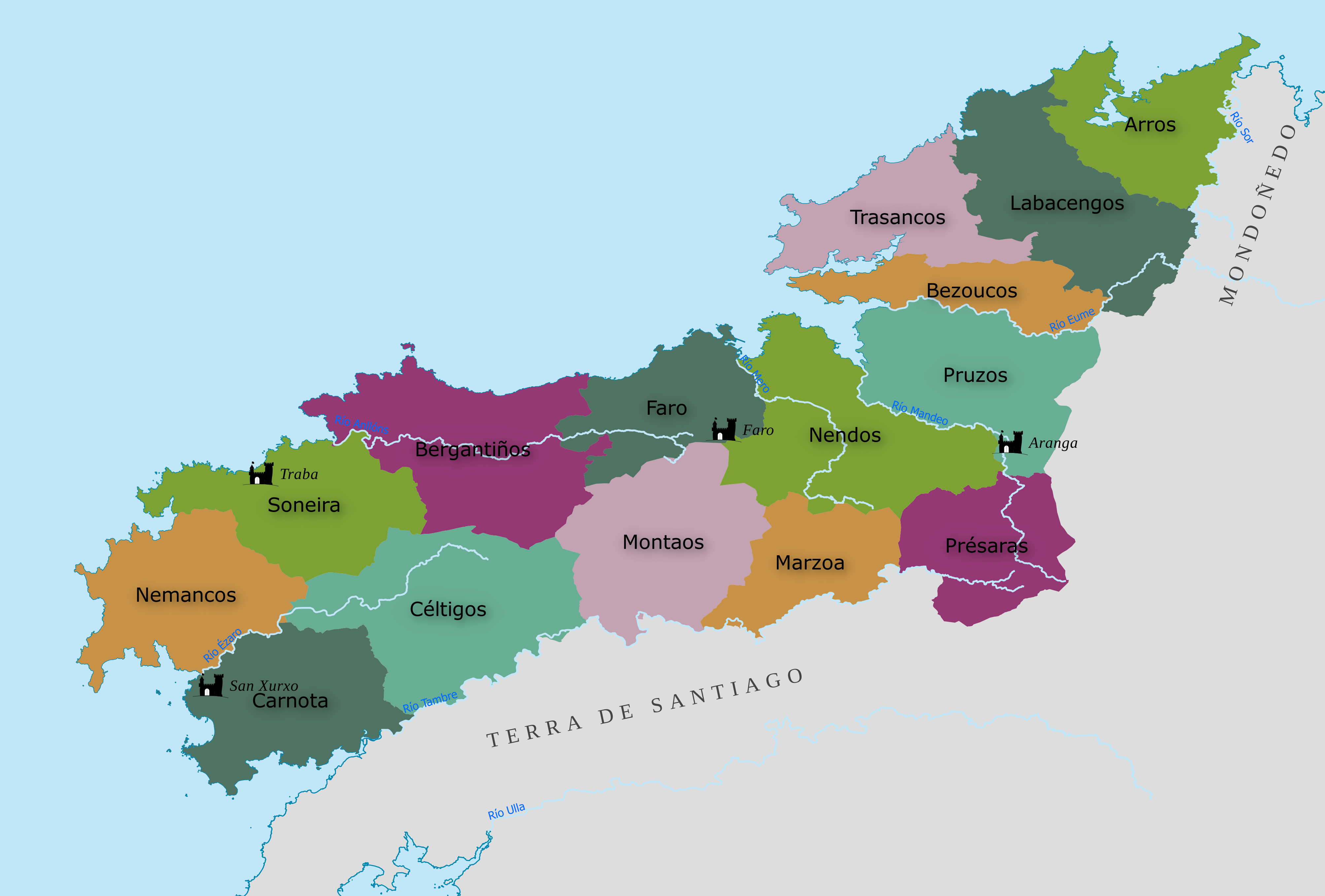
Tierras del Condado de Trastámara, señorío instituido por la familia Froilaz

- Froila Bermúdez (m. 1091). En 1086, durante el reinado de Alfonso VI de León, combatió en la batalla de Sagrajas.
- Pedro Froilaz (m. 1128), hijo del anterior.
- Fernando Pérez de Traba o Fernán Pérez de Traba (m. 1155), hijo del anterior.
- Gonzalo Fernández de Traba (m. 1165), hijo de Fernando Pérez de Traba.
- Fernando González de Traba (m. 1165), hijo del anterior.
- Gómez González de Traba (m. 1211), hermano del anterior.
- Rodrigo Gómez de Traba (m. 1261), hijo del anterior.

## Diversos condes de Trastámara a título vitalicio
- Álvar Núñez Osorio (m. 1329). Título concedido a finales de 1327 por el rey Alfonso XI.[1] Era hijo de Álvar Rodríguez Osorio, ricohombre del leonés y señor de Villaornate, y de Elvira Núñez.[2] LLegó a ser privado del rey Alfonso XI, conde de Trastámara, Lemos y Sarria, señor de Cabrera y Ribera, mayordomo mayor del rey Alfonso XI de Castilla, merino mayor de León y Asturias, justicia mayor de la Casa del rey, camarero mayor del rey, adelantado mayor de la frontera de Andalucía, pertiguero mayor de Santiago y freire de la Orden de San Juan de Jerusalén, aunque en 1329 fue asesinado por orden de Alfonso XI[3] y sus títulos y estados confiscados poco antes de su ejecución.[1]
- Enrique de Trastámara, que posteriormente llegaría a reinar en Castilla como Enrique II. El título fue concedido antes del 20 de marzo de 1345.[1]
- Fernán Ruiz de Castro, título concedido el 7 de junio de 1366 por el rey Pedro I, y confiscado en 1369 por Enrique de Trastámara después de la muerte de su hermano Pedro I.[1]

## Casa de Enríquez
- Pedro Enríquez de Castilla (m. Orense, 2 de mayo de 1400). I conde de Trastámara,[4] título concedido en 1370,[1] conde de Viana del Bollo condestable de Castilla y I duque de Molina y Soria,[5] el magnate «más poderoso»[6] o en el «gran señor de Galicia».[7] Era hijo ilegítimo de Fadrique Alfonso de Castilla, maestre de la Orden de Santiago, y nieto del rey Alfonso XI de Castilla.[1]

Casó con su prima hermana, Isabel de Castro y Enríquez de Castilla, II señora de Lemos y de Sarria. Sucedió su hijo:
- Fadrique Enríquez de Castilla (1388-marzo de 1430), II y último conde de Trastámara de la casa de Enríquez,[8] I duque de Arjona, pertiguero mayor de Santiago, III señor de Lemos, de Sarria y de Arjonilla.[1]  En 1429 fue apresado por orden de Juan II de Castilla y despojado de todos sus títulos y posesiones.[9] Murió en marzo de 1430 en el castillo de Peñafiel[10][11] con sospechas de haber sido asesinado por orden del rey, aunque otros afirman que murió por causas naturales.[12]

## Lista de titulares
|                                  | Titular                                                     | Periodo                          |
| Creación por Juan II de Castilla | Creación por Juan II de Castilla                            | Creación por Juan II de Castilla |
| -------------------------------- | ----------------------------------------------------------- | -------------------------------- |
| I                                | Pedro Álvarez Osorio                                        | 1445-1461                        |
| II                               | Álvar Pérez Osorio                                          | 1461-1471                        |
| III                              | Pedro Álvarez Osorio                                        | 1471-1505                        |
| IV                               | Álvar Pérez Osorio                                          | 1505-1523                        |
| V                                | Pedro Álvarez Osorio                                        | 1523 -1560                       |
| VI                               | Álvar Pérez Osorio y Pimentel                               | 1560 -1567                       |
| VII                              | Antonio Pedro Álvarez Osorio                                | 1567 -1589                       |
| VIII                             | Alonso Álvarez Osorio                                       | 1589 -1592                       |
| IX                               | Pedro Álvarez Osorio                                        | 1592-1613                        |
| X                                | Álvar Pérez Osorio                                          | 1613-1659                        |
| XI                               | Antonio Pedro Sancho Dávila y Osorio                        | 1659-1689                        |
| XII                              | Ana Dávila y Osorio                                         | 1689-1692                        |
| XIII                             | Melchor Francisco de Guzmán Dávila Osorio                   | 1692 -1710                       |
| XIV                              | Ventura Antonio Osorio de Moscoso y Guzmán Dávila y Aragón  | 1710-1734                        |
| XV                               | Ventura Antonio Osorio de Moscoso y Fernández de Córdoba    | 1734 -1776                       |
| XVI                              | Vicente Joaquín Osorio de Moscoso y Guzmán                  | 1776-1816                        |
| XVII                             | Francisco Javier Osorio de Moscoso y Álvarez de Toledo      | 1816-¿?                          |
| XVIII                            | Vicente Ferrer Isabel Osorio de Moscoso y Álvarez de Toledo | ¿?-1837                          |
| XIX                              | Vicente Pío Osorio de Moscoso y Ponce de León               | 1837-1864                        |
| XX                               | José María Osorio de Moscoso y Carvajal                     | 1864-1881                        |
| XXI                              | Francisco de Asís Osorio de Moscoso y Borbón                | 1882-1924                        |
| XXII                             | Francisco de Asís Osorio de Moscoso y Jordán de Urries      | 1926-1929                        |
| XXIII                            | Francisco Javier Osorio de Moscoso y Reynoso                | 1929-1950                        |
| XXIV                             | María del Perpetuo Socorro Osorio de Moscoso y Reynoso      | 1951-1952                        |
| XXV                              | María de la Blanca Barón y Osorio de Moscoso                | 1952-1974                        |
| XXVI                             | Rafael Castellano y Barón                                   | 1974-2011                        |
| XXVII                            | Jaime Castellano y de la Chica                              | 2011-actual titular              |

## Condes de Trastámara a título hereditario
- Pedro Álvarez Osorio (c. 1405-11 de junio de 1461), I conde de Trastámara,[1][13] señor del condado de Villalobos, Castroverde, Valderas, Valdescorriel, Fuentes de Ropel y de otras tierras, ricohombre de León, alférez mayor del pendón y divisa del rey, guarda mayor del rey y miembro de su Consejo.[13]. Era hijo de  Juan Álvarez Osorio, ricohombre de León, señor de Villalobos y de Castroverde, alférez mayor del pendón y de la divisa del rey y mayordomo mayor de la reina Catalina de Lancaster, y de su esposa, Aldonza de Guzmán, hija de Ramiro Núñez de Guzmán señor de Toral, y de Elvira de Bazán.[14]

Casó en primeras nupcias con Isabel de Rojas, señora de Cepeda, hija de Marín Sánchez de Rojas, III señor de Monzón, y de Elvira Manrique. Contrajo un segundo matrimonio con Elvira de Zúñiga, viuda de Juan Alfonso Pimentel, I conde de Mayorga, hija de Pedro de Zúñiga, I conde de Plasencia, y de Isabel de Guzmán, señora de Gibraleón y viuda de Alonso Pérez de Vivero. Casó en terceras nupcias con Inés de Guzmán.  Sucedió su hijo del primer matrimonio:
- Álvar Pérez Osorio (m. Sarria, 1471), II conde de Trastámara[16], I marqués de Astorga,[1] IV señor de Castroverde, I duque de Aguiar, del Páramo, de Villamañán, de Valderas (León), de Castroverde, de Chantada, de Bonal, alférez mayor del pendón de la Divisa del rey, y capitán general de Galicia y Asturias

Casó en 1465 con Leonor Enríquez, hija de Fadrique Enríquez, almirante de Castilla, y de Teresa de Quiñones. Le sucedió su hijo:
- Pedro Álvarez Osorio (m. después del 7 de julio de 1505), III conde de Trastamara,[17] II marqués de Astorga,[18] II duque de Aguiar,[17] II alférez mayor del pendón de la divisa del rey.

Contrajo matrimonio, en 1480, con Beatriz de Quiñones, hija de Diego Fernández de Quiñones, I conde de Luna, y de Juana Enríquez. Le sucedió su hijo:
- Álvar Pérez Osorio (m. 20 de enero de 1523), IV conde de Trastámara,[17] III marqués de Astorga,[18] III duque de Aguiar (último en usar este título),[19] III alférez mayor del pendón de la divisa del rey y caballero de la Orden del Toisón de Oro.[20]

Casó en primeras nupcias con Isabel Sarmiento y Zúñiga, IV condesa de Santa Marta, y en segundas con Constanza Osorio de Castro. Le sucedió su hijo del primer matrimonio:
- Pedro Álvarez Osorio (m. 1 de noviembre de 1560), V conde de Trastámara,[21] IV marqués de Astorga,[18] V conde de Santa Marta y IV alférez mayor del pendón de la divisa del rey. Está enterrado en la catedral de Astorga.

Casó en primeras nupcias en 1523 con María Ana Pimentel, en segundas con Constanza de Mendoza, y en terceras nupcias con Juana de Leiva. Le sucedió su hijo del primer matrimonio:
- Álvar Pérez Osorio y Pimentel (m. 29 de septiembre de 1567), VI conde de Trastámara,[21] V marqués de Astorga,[18] VI conde de Santa Marta y V alférez mayor del pendón de la divisa del rey.

Casó con Beatriz Álvarez de Toledo y Enríquez de Guzmán, última hija de Fernando Álvarez de Toledo y Pimentel, III duque de Alba de Tormes. Le sucedió su hijo:
- Antonio Pedro Álvarez Osorio (1559-12 de febrero de 1589), VII conde de Trastámara,[21] VI marqués de Astorga,[18] VII conde de Santa Marta, VI alférez mayor del Pendón de la Divisa.

Contrajo matrimonio con María de Quiñones y Beaumont. Le sucedió su tío paterno:
- Alonso Álvarez Osorio (m. 25 de diciembre de 1592), VIII conde de Trastámara,[22] VII marqués de Astorga,[18] VIII conde de Santa Marta, VII alférez mayor del Pendón de la Divisa.

Contrajo matrimonio con María Osorio de Castro, su prima hermana. Le sucedió su sobrino:
- Pedro Álvarez Osorio (m. 28 de enero de 1613), IX conde de Trastámara,[22] VIII marqués de Astorga,[18] IX conde de Santa Marta, grande de España, VIII alférez mayor del pendón de la divisa y comendador de Almodóvar.

Casó el 17 de diciembre de 1593 con Blanca Manrique de Aragón. Le sucedió su hijo:
- Álvar Pérez Osorio (28 de febrero de 1600-20 de noviembre de 1659), X conde de Trastámara,[22] IX marqués de Astorga,[23] X conde de Santa Marta, IX alférez mayor del pendón de la divisa del rey, comendador de Almodóvar y Herrera.

Casó en primeras nupcias, el 15 de marzo de 1621, con María de Toledo. Contrajo un segundo matrimonio, antes del 12 de junio de 1636, con Francisca de Mendoza y Aragón. Casó por tercera vez, el 25 de junio de 1649, con Juana Fajardo Manrique, condesa de San Leonardo. Le sucedió su sobrino,

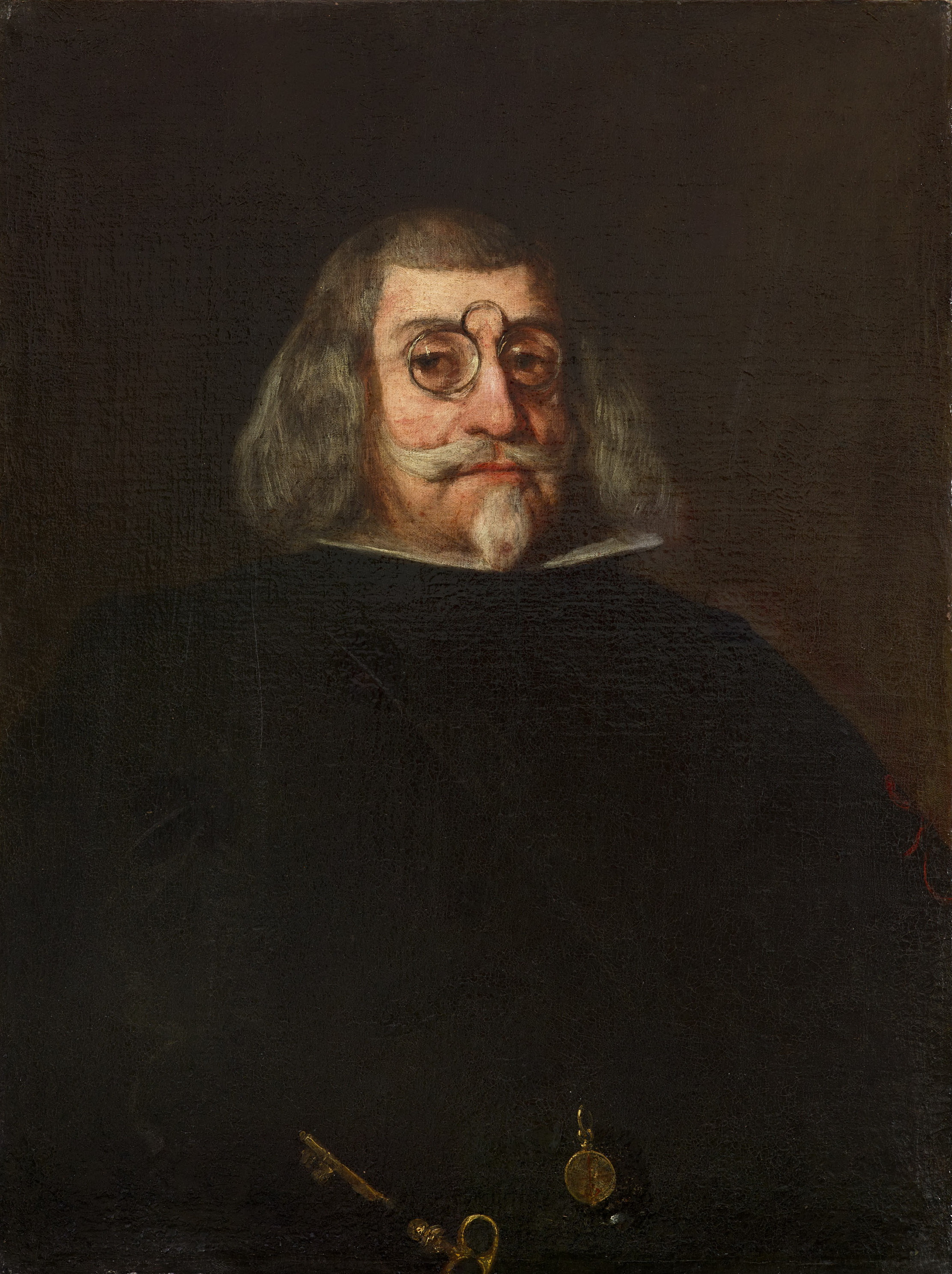
Antonio Pedro Sancho Dávila y Osorio (1657/60), por Alonso Cano (colección particular)

- Antonio Pedro Sancho Dávila y Osorio (m. 27 de febrero de 1689), XI conde de Trastámara,[22] X marqués de Astorga,[23] IV marqués de Velada,[24] II marqués de la Villa de San Román, XI conde de Santa Marta, dos veces grande de España, XI señor de los Estados de Guadamora, la Ventosa, VI señor del de Villanueva, señor de los Estados de Poula, Refoxos, Milmanda, gentilhombre de cámara del rey Carlos II de España, embajador en Roma, virrey y capitán general de Valencia (1664-1666), virrey y capitán general de Nápoles (1672-1675), mayordomo mayor de la reina madre María Luisa, capitán general de artillería, miembro del Consejo de Estado. Era hijo de Antonio Sancho Dávila y Toledo, III marqués de Velada, y de su esposa Constanza Osorio.[24]

Casó, el 24 de febrero de 1634, con Juana María de Velasco, marquesa de Salinas del Río Pisuerga. Contrajo un segundo matrimonio en septiembre de 1641 con Ana María de Guzmán y Silva, III condesa de Saltés. Casó en terceras nupcias en marzo de 1643 con María de Mendoza y Pimentel. Sin descendencia, le sucedió su hermana:
- Ana Dávila y Osorio (m. 20 de julio de 1692), XII condesa de Trastámara,[22] XI marquesa de Astorga,[23] XII condesa de Santa Marta, V marquesa de Velada, III marquesa de la Villa de San Román, tres veces grande de España, XIV señora del condado de Villalobos, V condesa de Saltés y XI señora del oficio de alférez mayor del pendón de la divisa.

Casó, el 5 de enero de 1650, con Manuel Luis de Guzmán y Zúñiga, IX marqués de Ayamonte y IV marqués de Villamanrique. Le sucedió su hijo:
- Melchor Francisco de Guzmán Dávila Osorio  (m. 15 de abril de 1710), XIII conde de Trastámara,[25] XII marqués de Astorga,[23] XIII conde de Santa Marta, VI marqués de Velada,[24] IV marqués de la Villa de San Román, VI conde de Saltés, V marqués de Villamanrique, VIII marqués de Ayamonte, XIV conde de Nieva, grande de España, XII alférez mayor del pendón de la divisa, señor de todos los estados, villas y lugares de sus apellidos, caballero de la Orden de Calatrava desde 1685 y comendador de Manzanares por dicha orden y capitán general de Galicia (1696-1700).[26]

Casó en primeras nupcias, el 18 de diciembre de 1677, con Antonia de la Cerda y Aragón (m. 15 de agosto de 1679). Casó en segundas nupcias, el 16 de enero de 1684, con Mariana Fernández de Córdoba y Figueroa, hija de Luis Ignacio Fernández de Córdoba-Figueroa y Enríquez de Ribera, VI duque de Feria, y Mariana Fernández de Córdoba Cardona y Aragón. Le sucedió su nieto, hijo de su hija de su segundo matrimonio, Ana Nicolasa Osorio de Guzmán y Dávila (1692-1762), XIII marquesa de Astorga, y todos los títulos y dignidades de su padre, y de su esposo, Antonio Gaspar de Moscoso Osorio y Aragón (1689-1725), XII conde de Monteagudo de Mendoza, VII marqués de Almazán, VIII conde de Altamira, VIII marqués de Poza, VII conde de Lodosa, VII duque de Sanlúcar la Mayor, IV marqués de Leganés, III marqués de Morata de la Vega, IV marqués de Mairena, V conde de Arzarcóllar, V duque de Medina de las Torres, alcalde mayor de los hijosdalgo.
- Ventura Antonio Osorio de Moscoso y Guzmán Dávila y Aragón (m. 29 de marzo de 1734), XIV conde de Trastámara,[25] IX conde de Altamira,[29] VIII duque de Sanlúcar la Mayor, VII duque de Medina de las Torres, V marqués de Leganés, IV marqués de Morata de la Vega, VIII marqués de Almazán XIII conde de Monteagudo de Mendoza, IX marqués de Poza, VI conde de Arzarcóllar, V marqués de Mairena, V marqués de Monasterio, VIII marqués de Velada, VI marqués de la Villa de san Román, VII marqués de Villamanrique, XI marqués de Ayamonte, XV conde de Santa Marta, XVI conde de Nieva, VII conde de Saltés, VII señor y príncipe de Aracena. No heredó el marquesado de Astorga al fallecer antes que su madre.

Casó , el 10 de diciembre de 1731, con Buenaventura Fernández de Córdoba y Cardona, XI duquesa de Sessa. Sucedió su hijo:
- Ventura Antonio Osorio de Moscoso y Fernández de Córdoba (15 de diciembre de 1733-6 de enero de 1776),[34] XV conde de Trastámara,[35] XIV marqués de Astorga,[23] XVI conde de Santa Marta, VIII marqués de Velada,[23] VII marqués de la Villa de San Román, VIII conde de Saltés, VIII marqués de Villamanrique, XII marqués de Ayamonte, XVII conde de Nieva, XIV conde de Monteagudo de Mendoza,[35] IX marqués de Almazán, X marqués de Poza, XXI vizconde de Iznájar, XII duque de Sessa,[36] X duque de Baena, XI duque de Soma, XVI conde de Palamós, X conde de Altamira,[29] IX conde de Lodosa, IX duque de Sanlúcar la Mayor,[32] VI marqués de Mairena, VII conde de Arzarcóllar, VI marqués de Leganés,[31] V marqués de Morata de la Vega, VII duque de Medina de las Torres,[37] VI marqués de Monasterio, XII conde de Trivento, XII conde de Avelino, XI conde de Oliveto, caballero de la Orden del Toisón de Oro en diciembre de 1771, gentilhombre de cámara del rey y caballerizo mayor de los príncipes de Asturias.[34]

Contrajo matrimonio, en Madrid, el 21 de septiembre de 1749 con María de la Concepción de Guzmán y de la Cerda (m. 7 de octubre de 1803). Le sucedió su único hijo:

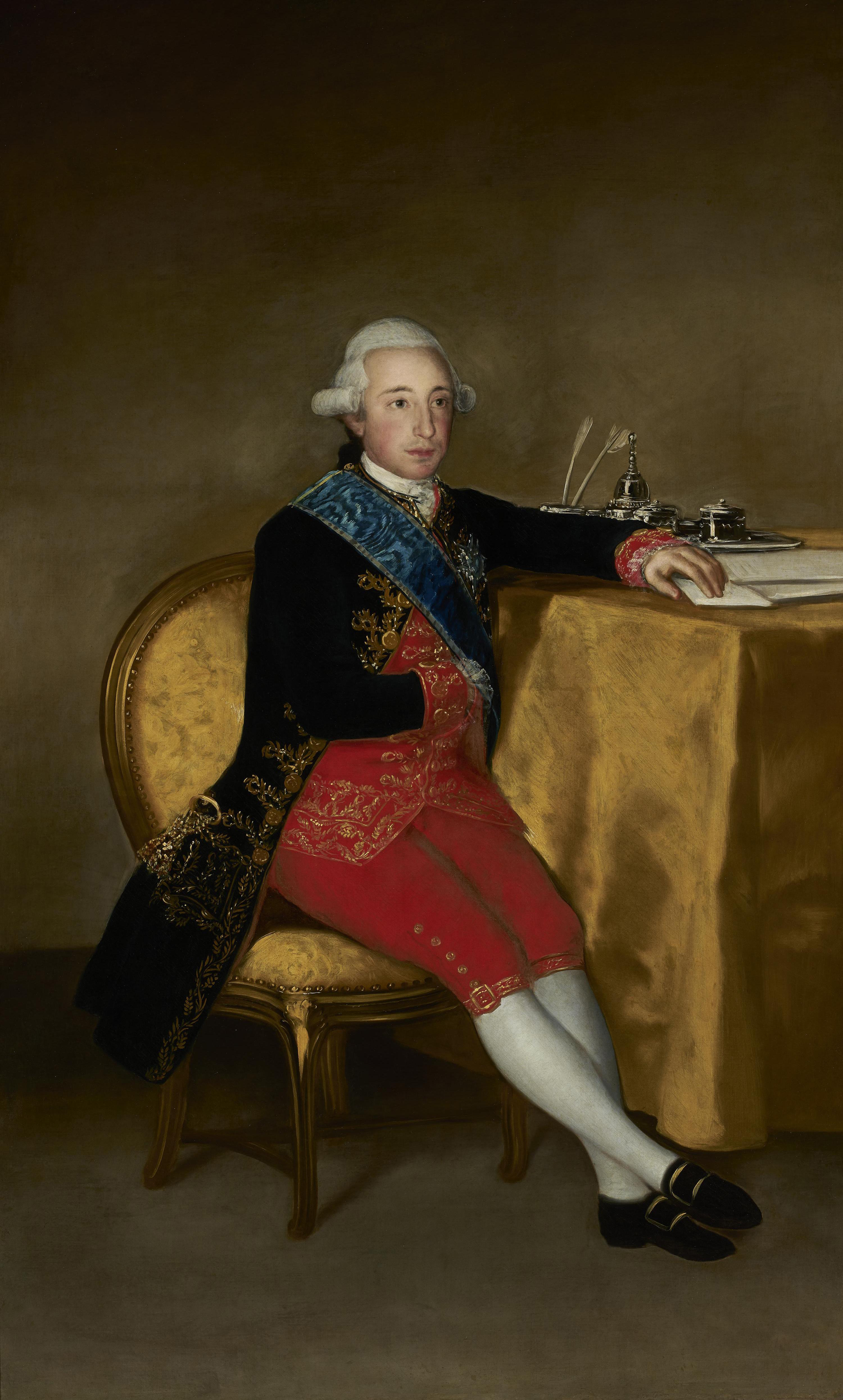
Vicente Joaquín Osorio de Moscoso por Francisco de Goya en 1787 (Colección del Banco de España)

- Vicente Joaquín Osorio de Moscoso y Guzmán (Madrid, 17 de enero de 1756-26 de agosto de 1816), XVI conde de Trastámara,[35] XV marqués de Astorga,[23] XVII conde de Santa Marta, IX marqués de Velada,[24] VII marqués de la Villa de San Román, VIII conde de Saltés, IX marqués de Villamanrique, XII marqués de Ayamonte, XVII conde de Nieva, XV conde de Monteagudo de Mendoza,[38][35] X marqués de Almazán, XI conde de Altamira,[29] XXII vizconde de Iznájar, XVII conde de Palamós, XIII duque de Sessa,[36] XI duque de Baena,[39] XII duque de Soma, VIII duque de Medina de las Torres,[37] X duque de Sanlúcar la Mayor,[32] VI marqués de Mairena, VII marqués de Leganés,[31] caballero de la Orden del Toisón de Oro, etc.[35]

Casó en primeras nupcias el 3 de abril de 1774 con María Ignacia Álvarez de Toledo y Gonzaga, hija de Antonio Álvarez de Toledo Osorio Pérez de Guzmán el Bueno y su segunda esposa, María Antonia Gonzaga, marqueses de Villafranca del Bierzo, y en segundas, siendo su segundo esposo, con María Magdalena Fernández de Córdoba y Ponce de León, hija de los marqueses de Puebla de los Infantes. Le sucedió el primogénito de su primer matrimonio:
- Francisco Javier Osorio de Moscoso y Álvarez de Toledo, XVII conde de Trastámara.[35]

Falleció sin descendencia antes que su padre. Sucedió su hermano:
- Vicente Ferrer Isabel Osorio de Moscoso y Álvarez de Toledo (Madrid, 19 de noviembre de 1777-31 de agosto de 1837), XVIII conde de Trastámara,[40] XVI marqués de Astorga,[23] XVI conde de Monteagudo de Mendoza,[40] X marqués de Velada,[24] XVIII conde de Santa Marta, XI marqués de Almazán, XII conde de Altamira,[29] VIII marqués de Leganés,[31] XIV duque de Sessa,[36] XII duque de Baena,[39] XI duque de Sanlúcar la Mayor,[32] etc.

Contrajo un primer matrimonio el 12 de febrero de 1798 con María del Carmen Ponce de León y Carvajal, y después volvió a casar el 14 de febrero de 1834 con María Manuela Yanguas y Frías. Le sucedió su hijo del primer matrimonio.
- Vicente Pío Osorio de Moscoso y Ponce de León (m. 22 de febrero de 1864), XIX conde de Trastámara,[40] XVII marqués de Astorga,[29] XIX conde de Cabra,[40] XVII conde de Monteagudo de Mendoza,[40] XI marqués de Velada,[24] XII marqués de Almazán, XIII conde de Altamira,[29] IX marqués de Leganés,[31] XV duque de Sessa,[36] XIII duque de Baena,[39] IX duque de Medina de las Torres,[37] XII duque de Sanlúcar la Mayor,[32] XIX conde de Santa Marta, etc. Fue el último representante de esta línea de la familia Osorio que mantuvo unido todo el patrimonio hereditario acumulado por sus ascendientes y que lo convertían en uno de los principales magnates de España en su época. Fue sumiller de corps de la reina Isabel II.

Casó el 30 de junio de 1821 con María Luisa de Carvajal y Queralt. Le sucedió su hijo:
- José María Osorio de Moscoso y Carvajal (12 de abril de 1828, Madrid-4 de noviembre de 1881, Córdoba), XX conde de Trastámara,[41] XVIII marqués de Astorga, XX conde de Cabra, XVI duque de Sessa, V de Montemar y IX de Atrisco, X marqués de Leganés, XIV conde de Altamira, cinco veces grande de España, VIII marqués del Águila, IX de Morata de la Vega y XI marqués de la Villa de San Román, caballero de la Orden de Alcántara (30 de marzo de 1844), etc.[41]

Casó, en el Palacio Real, el 10 de febrero de 1847, con Luisa Teresa de Borbón, infanta de España.
- Francisco de Asís Osorio de Moscoso y Borbón (Madrid, 16 de diciembre de 1847-Madrid, 18 de enero de 1924), XXI conde de Trastámara,[42] XVII duque de Sessa,[36] XV conde de Altamira, VII duque de Montemar, XIV marqués de  Águila,[42] XIX duque de Maqueda,[43] clavero de la Orden de Calatrava, Real Maestranza de Caballería de Ronda|maestrante de Ronda, gran cruz de la Orden de Carlos III y gentilhombre grande de España con ejercicio y servidumbre.[42]

Casó, el 1 de diciembre de 1873, con María Pilar Jordán de Urries y Ruiz de Arana. Le sucedió, en 1926, su hijo:
- Francisco de Asís Osorio de Moscoso y Jordán de Urries (Madrid, 6 de diciembre de 1874-Madrid, 5 de abril de 1952), XXII conde de Trastámara,[44][45] XIX marqués de Astorga,[23] (1882, por cesión de su padre, que no había solicitado carta sucesoria a la muerte de su abuelo), XXII conde de Cabra (1925, por muerte sin sucesión de su tío), dos veces grande de España de primera clase, XVIII duque de Sessa, XIX de Maqueda, XVI conde de Altamira, tres veces grande de España, X marqués del Águila y XVI de Ayamonte (1925), etc., gentilhombre grande de España con ejercicio y servidumbre del rey Alfonso XIII.

Casó en primeras nupcias, el 8 de diciembre de 1897, con María de los Dolores de Reynoso y Queralt (m. 28 de junio de 1905) XI condesa de Fuenclara, grande de España, y en segundas nupcias, el 12 de octubre de 1909, con María de los Dolores Taramona y Díaz de Entresoto (Bilbao, 15 de marzo de 1880-Bilbao, 6 de enero de 1963) (hermana del XVI conde consorte de Castilnovo). En 1929, sucedió, por cesión, su hijo del primer matrimonio:
- Francisco Javier Osorio de Moscoso y Reynoso, XXIII conde de Trastámara.[46] Sucedió su hermana en 1951:

- María del Perpetuo Socorro Osorio de Moscoso y Reynoso, XXIV condesa de Trastámara[47]

Sucedió, en 1952, por distribución, su hija:
- María de la Blanca Barón y Osorio de Moscoso 8Ávila, 10 de junio de 1925-Madrid, 8 de marzo de 1999), XXV condesa de Trastámara,[48][49] XXIV condesa de Priego, XIV marquesa de Almazán, XI condesa de Monteagudo de Mendoza, XV marquesa de Montemayor, XXI condesa de Santa Marta y VII condesa de Valhermoso.[48]

Casó, en Madrid, el 12 de junio de 1944, con Jaime de Castellano y Mazzarredo, IV marqués de Montemolín, II conde pontificio de Castellano y caballero de la Orden de Malta. En 1974, sucedió, por cesión, su hijo:
- Rafael Castellano y Barón, XXVI conde de Trastámara,[50] V marqués de Montemolín, III conde pontificio de Castellano y XXII conde de Santa Marta.[48]

Casó con María Paloma de la Chica y Cobián. En 2011, sucedió, por cesión, su hijo:
- Jaime Castellano y de la Chica, XXVII conde de Trastámara[51]